# Chocophorus
Chocophorus là một chi bướm đêm thuộc họ Pterophoridae.

## Các loài
- Chocophorus alternaria (Zeller, 1874)
- Chocophorus carabayus (Arenberger, 1990)
- Chocophorus leptochorda (Meyrick, 1913)
- Chocophorus solisi Gielis & Matthews-Lott, 1994
- Chocophorus venedictoffi Gielis & D.L. Matthews, 1994